# George Shuckburgh-Evelyn
Sir George Augustus William Shuckburgh-Evelyn, 6th Baronet (23 de agosto de 1751 — 11 de agosto de 1804) foi um político, matemático e astrônomo inglês.
Realizou uma série de observações astronômicas e uma efeméride, que publicou em doze volumes, entre 1774 e 1797. Em 1791 o telescópio Shuckburgh foi instalado em seu observatório privado em Warwickshire, Inglaterra. Suas observações incluiram medições de particularidades da superfício lunar. A cratera lunar Shuckburgh foi nomeada em sua homenagem.
Serviu na Câmara dos Comuns do Reino Unido como deputado por Warwickshire, de 1780 até falecer em 1804.
Em 1782 casou com Sarah Johanna Darker. Seu segundo casamento em 6 de outubro de 1785 foi com Julia Annabella Evelyn, filha de James Evelyn de Felbridge. Tiveram a filha Julia Evelyn Medley Shuckburgh.
Foi Membro da Royal Society. Recebeu a Medalha Copley de 1798, juntamente com Charles Hatchett.